# Isla Orcas
La isla Orcas  (en inglés: Orcas Island) es un área no incorporada, la mayor isla del archipiélago de las islas San Juan, situadas en el estrecho de Georgia. Pertenecen al condado de San Juan, Estado de Washington, Estados Unidos. Las islas de San Juan están ubicados en la esquina noroeste del estado de Washington.
La isla posee un área de 148,4 km² y una población de 4.453 personas, según el censo de 2000. A la isla se puede acceder a través de un servicio público de ferry, la travesía desde Anacortes es de una hora y quince minutos aproximadamente.  El aeropuerto de la isla posee vuelos regulares todos los días. 

## Geografía
La isla Orcas se encuentra ubicada en las coordenadas 48°38′44″N 122°57′57″O / 48.64556, -122.96583.